# (8320) van Zee
(8320) van Zee (1955 RV) – planetoida z grupy pasa głównego asteroid okrążająca Słońce w ciągu 3,79 lat w średniej odległości 2,43 au. Odkryta 13 września 1955 roku.